# Bung (langue)
Pour les articles homonymes, voir Bung et bqd.
Le bung est une langue non catégorisée parlée au Cameroun dans le massif de l'Adamaoua, dans le village de Boung.
Trois locuteurs y ont été dénombrés en 1995.